# Xã Lewis, Quận Gove, Kansas
Xã Lewis (tiếng Anh: Lewis Township) là một xã thuộc quận Gove, tiểu bang Kansas, Hoa Kỳ. Năm 2010, dân số của xã này là 7 người.